# خافيير مارتين موسى
خافيير مارتين موسى (بالإسبانية: Javier Martín Musa)‏ (15 يناير 1979 ببوينس آيرس في الأرجنتين - ) هو لاعب كرة قدم أرجنتيني في مركز الدفاع. لعب مع سوون سامسونغ بلووينغز ونادي أولسان هيونداي ونادي بكين سينوبو غوان ونادي راسينغ ونادي ماريتيمو ونادي ليسا ‏.

## وصلات خارجية
- خافيير مارتين موسى على موقع دوري كوريا الجنوبية (الإنجليزية)
- خافيير مارتين موسى على موقع قاعدة بيانات كرة القدم.إي يو (الإنجليزية)